# Michael Flynn

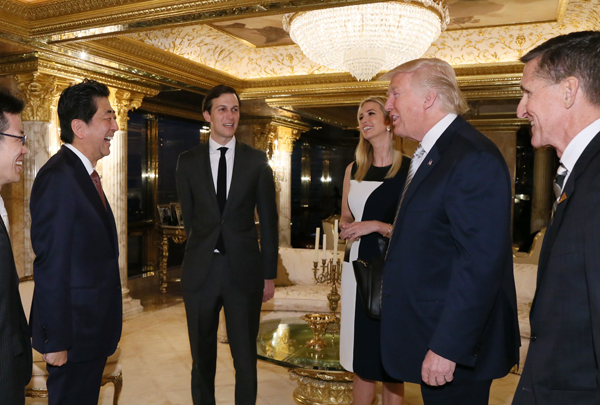
O presidente eleito Donald Trump se encontrando com Shinzō Abe, junto com Flynn (canto inferior direito).

Michael Thomas Flynn (nascido em 24 de dezembro de 1958) é um general aposentado do Exército dos Estados Unidos que serviu brevemente como Conselheiro de Segurança Nacional nos primeiros vinte e dois dias do governo de Donald Trump. A carreira militar de Flynn incluiu um importante papel em redesenhar a estratégia de antiterrorismo americana e no desmantelamento de redes insurgentes nas guerras no Afeganistão e no Iraque, e ele desenvolveu projetos de inteligência para combate convencional, em armas e operações especiais. Em julho de 2012, ele se tornou Diretor da Agência de Inteligência de Defesa até se aposentar em agosto de 2014. Durante seu mandato, ele deu uma palestra sobre liderança no quartel-general da diretoria de inteligência militar russa em Moscou, o GRU, sendo o primeiro oficial americano a ser admitido à entrada na sua sede. Após deixar o governo e as forças armadas, Flynn manteve contatos com Moscou.
Em fevereiro de 2016, Flynn se tornou conselheiro de segurança nacional na campanha de Donald Trump para a eleição presidencial. Em março de 2017, ele retroativamente se identificou na justiça como um "agente estrangeiro", ou seja, reconhecendo que em 2016 ele tinha recebido recompensas financeiras por seu lobbying que beneficiou o governo turco. Em 22 de janeiro de 2017, Flynn foi empossado por Trump como seu Conselheiro de Segurança Nacional da Casa Branca. Três semanas depois, em 13 de fevereiro, informações vieram a tona de que ele enganou o vice-presidente Mike Pence e outros a respeito da natureza e conteúdo de suas comunicação com Sergey Kislyak, o embaixador russo nos Estados Unidos. Seus 22 dias no cargo foi o mais curto na história para um conselheiro de segurança do presidente.
Em dezembro de 2017, Flynn formalizou um acordo com o Conselheiro Especial Robert Mueller, se declarando culpado de "intencionalmente e com conhecimento de causa" ter feito declarações falsas ao FBI sobre suas comunicações com o então embaixador Kislyak e concordou em cooperar com a investigação federal sobre a interferência russa na eleição presidencial nos Estados Unidos em 2016. Em junho de 2019, Flynn dispensou quase todos os seus advogados e permaneceu com Sidney Powell, que escreveu para o procurador-geral Bill Barr, pedindo por ajuda para exonerar Flynn. Powell discutiu o caso na Fox News e falou com o Presidente Trump sobre isso em diversas ocasições. Duas semanas antes de sua sentença ser definida pelas cortes, em janeiro de 2020, Flynn retirou sua admissão de culpa, alegando atitudes vingativas do governo e violação do acordo de confissão. A pedido de William Barr, o Departamento de Justiça moveu uma moção pra retirar todas as acusações contra Flynn em 7 de maio de 2020. O juiz federal Emmet Sullivan julgou que essa medida deveria ser paralisada para pedir por terceiras opiniões. Sidney Powell então pediu para a Corte de Apelações do Circuito do Distrito de Colúmbia para forçar o juiz Sullivan a dispensar o caso, mas seu pedido foi negado. Em 25 de novembro de 2020, Flynn recebeu um perdão presidencial de Donald Trump. Assim, em 8 de dezembro, Sullivan dispensou o caso criminal contra Flynn, mas afirmou que ele provavelmente teria negado a moção do Departamento de Justiça para retirar o caso.
Em 4 de julho de 2020, Flynn abertamente se juntou ao grupo conspiracionista QAnon, que apoiava Trump e se tornou um dos maiores apoiadores do presidente para reverter o resultado da eleição presidencial de 2020, que terminou na derrota de Trump. Flynn chegou a sugerir que Trump poderia suspender a Constituição ao declarar lei marcial, silenciando a imprensa, e estabelecendo novas eleições sob a direção dos militares. Mais tarde, Flynn, com sua advogada Sidney Powell, se encontrou com o presidente Trump no Salão Oval para discutir as opções do presidente para invalidar as eleições. Trump negou que discutiu com Flynn a possibilidade de implementar lei marcial no país. Em 8 de janeiro de 2021, o Twitter permanentemente baniu Michael Flynn da sua rede social, junto com Powell e outros proponentes do QAnon.
Apesar de ser registrado como um Democrata, Flynn possui visões majoritariamente conservadoras e foi um dos mais fervorosos defensores do presidente Trump e suas políticas. Ele afirmou, em entrevista, que o Partido Democrata atual não era mais aquele que ele outrora apoiou.